# SICRAL 1
SICRAL 1 ist ein militärischer Kommunikationssatellit der italienischen Streitkräfte und Teil des Sistema Italiano per Comunicazioni Riservate ed Allarmi (deutsch: „italienisches System für geheime Kommunikation und Notlagen“). Das SICRAL-System besteht aus zwei Satelliten, einer Bodenstation und den Terminals der eingebundenen Benutzer.

## Satellit
SICRAL 1 ist der erste militärische Satellit Italiens. Gebaut wurde er im Auftrag des italienischen Verteidigungsministeriums vom SITAB-Konsortium: Alenia Spazio (70 %-Anteil) baute den Satelliten, Avio (20 %) war für das Antriebssystem zuständig und Telespazio (10 %) realisierte die Bodenstation in Vigna di Valle nördlich von Rom. Der Satellit wurde am 7. Februar 2001 zusammen mit Skynet 4F von einer Ariane 4-Trägerrakete ins Weltall gebracht und dann in seinem geostationäre Orbit von 16,2° Ost positioniert. Der 2596 kg schwere SICRAL 1 wird in den Bereichen SHF, EHF und UHF betrieben. Insgesamt stehen neun Transponder zur Verfügung. Der Satellit stellt die Kommunikation zwischen der Bodenstation und Schiffen, Flugzeugen und mobilen Landstreitkräften sicher.
Im Mai 2021 wurde der 20 Jahre alte Satellit vom Comando delle Operazioni Spaziali in einen Friedhofsorbit gebracht.

## Nachfolger
2006 unterschrieb das italienische Verteidigungsministerium einen Vertrag über den Bau eines weiteren Kommunikationssatelliten mit der Bezeichnung SICRAL 1B, der Ende April 2009 in Betrieb genommen wurde. Die Bezeichnung SICRAL 2 stand zunächst für den Ersatzsatelliten des SICRAL 1, nunmehr dient sie als Bezeichnung für einen neuen Satelliten, der am 26. April 2015 gestartet wurde.